# Гмырянка
Гмы́рянка (укр. Гмирянка) — село, Гмырянский сельский совет, Ичнянский район, Черниговская область, Украина.
Код КОАТУУ — 7421782801. Население по переписи 2001 года составляло 976 человек. В 2024 году составляло 780 человек.
Является административным центром Гмырянского сельского совета, в который
не входят другие населённые пункты.

## Географическое положение
Расположено на реке Гмырянка (Городня).
Ниже по течению на расстоянии в 6 км расположено село Городня.
Через село проходит автомобильная дорога Т-2524.

## История
- 1700 год — дата основания.

## Экономика
- «Колос», сельскохозяйственное ООО.

## Объекты социальной сферы
- Школа I—III ст.
- Детский сад.
- Дом культуры.
- Медпункт.

## Достопримечательности
- Братская могила советских воинов.